# Jurix
jurix war eine frühe, hauptsächlich auf Disketten aufgebaute Linux-Distribution, die heute nicht mehr weiterentwickelt wird. Sie wurde von Florian La Roche vom Rechts-Fachbereich der Universität von Saarbrücken ins Leben gerufen und betreut und ist mit einem Copyright-Hinweis für mindestens die Spanne von 1994 bis 1996 versehen. Am Ende dieser Zeit wurden die Viert-Level-Domains „jurix“ und „susix“ in der Hierarchie „jura.uni-sb.de“ für die Kommunikation und die Erstveröffentlichung der gepackten Ergebnisse benutzt.
Der Ursprung des Namens jurix geht nicht auf La Roche, sondern auf Alexander Sigel, einen Mitarbeiter derselben Universität, zurück. Dieser benannte im Jahr 1994 den ersten Internet-Server der Abteilung zu „jurix“ – dieser lief bereits unter Linux. Es gibt keine Hinweise, ob diese Entscheidung irgendwie mit der nicht allzu fern gelegenen niederländischen Bildungs-Institution für Recht und Informationstechnik mit dem Namen JURIX in Verbindung zu bringen ist oder ob es sich um eine simple Zusammenfügung der Begriffe „Jura“ und „Unix“/„Linux“ handelt. Letztlich belegt ist, dass La Roche selbst im Jahr 1995 die offizielle Aufgabe übertragen bekommen hat, diese Web-Plattform administrativ zu betreuen.
Eine Diskussion über die Geschichte von Linux enthielt die Worte:

“Fabian (in fact meant: Florian La Roche) had previously been in the Debian project, but left due to the fighting. The initial version of JURIX were tarballs.”

„Fabian (gemeint ist: Florian La Roche) war zuvor im Debian-Projekt involviert, verließ es jedoch wegen der dortigen Streitigkeiten. Die ursprüngliche Verbreitungsform von JURIX waren mit dem Werkzeug tar gepackte Dateien.“

Die letzte bekannte sowie archivierte Version der Distribution bestand im Kern aus diesen Anwendungen:
- Linux-Kernel 1.3.91
- libc 5.2.18
- gcc 2.7.2
- ncurses 1.9.9e
- XFree86 3.1.2-S
- tcl 7.5b3
- tk 4.1b3

Die Distribution hatte einige weitere Merkmale, wozu insbesondere ein Installationsprogramm gehörte, das auch fähig war, skriptgesteuerte Installationen vorzunehmen und so ein bestimmtes Software-Set auf relativ gleichen Maschinen reproduzierbar machte. Standards wie BOOTP oder NFS wurden unterstützt. Als das zentrale Dateisystem für den Einsatz war ext2 standardmäßig in die Distribution integriert.
Dieses Gesamtpaket bildete später den Ausgangspunkt für die Initialversion der eigentlichen Distribution SuSE Linux und ihrer Nachfolger. Im weiteren Verlauf der Entwicklung trat der Betreuer von jurix der Firma SuSE ebenfalls bei und war dort für z. B. den Installer und das von ihm geschriebene Konfigurations-Werkzeug YaST zuständig.